# ブサキ寺院

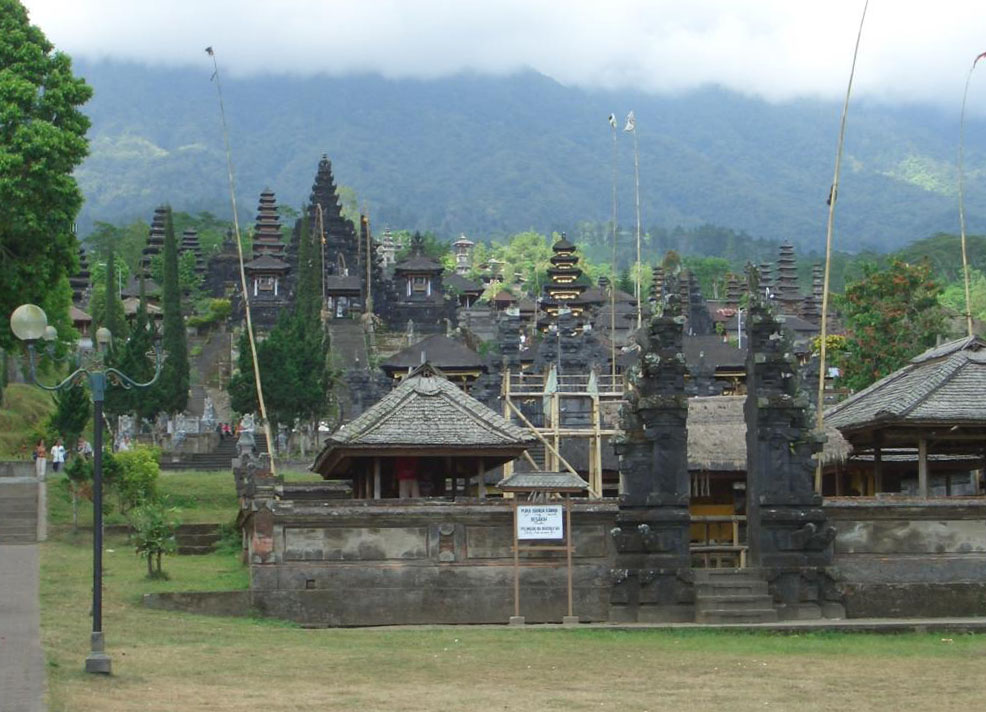
ブサキ寺院（外観）

ブサキ寺院（Pura Besakih）は、インドネシア・バリ島にあるバリ・ヒンドゥー教総本山の寺院である。アグン山の中腹に位置しており、30余の寺院の集合からなる。

## 歴史
8世紀には、仏教の修行の場であったといわれている。16世紀のゲルゲル王国の時代に急激に隆盛を極めた。しかし、群雄割拠による王国時代は、各地の諸王たちは、自分たちの領地の寺院のみを管理する状態が続いた。
しかし、1917年のバリ島南部大地震の影響でバリ島で呪術、宗教儀礼が活性化した頃に、当時のオランダ植民地政府が、バリ文化の保護者としての立場を内外に示す上で、ブサキ寺院を文化復興のシンボル的存在と位置づけその復興を重視し、それとともに旧王族を中心にブサキ寺院の儀礼体系が再構築されたことで、総本山的地位を占めるようになった。
また、1938年には、植民地支配体制再編に伴い、バリの8人の旧王が自治官に任命された際、その自治権承認の儀式が、6月のガルンガンの日に寺院正面の一画で執り行なわれた。
1979年には、パリサダが主体となってエカ・ダサ・ルドラの儀式が催行され、スハルト大統領ら閣僚が列席し、ブサキ寺院とヒンドゥー教徒に対する国家の保証を象徴する儀式となるとともに、内外のメディアで「100年に一度の儀式」として大きく報道されたことから、観光熱を高めることにもなった。
これ以降も、ブサキ寺院の諸儀式はかなりの規模で日々の日常的な儀式も含め執り行なわれるようになり、また、ブサキ寺院で大儀礼が催される場合、清浄のために、村の遺体はすべて荼毘に付しておくよう取り決められている。

## 寺院の構成

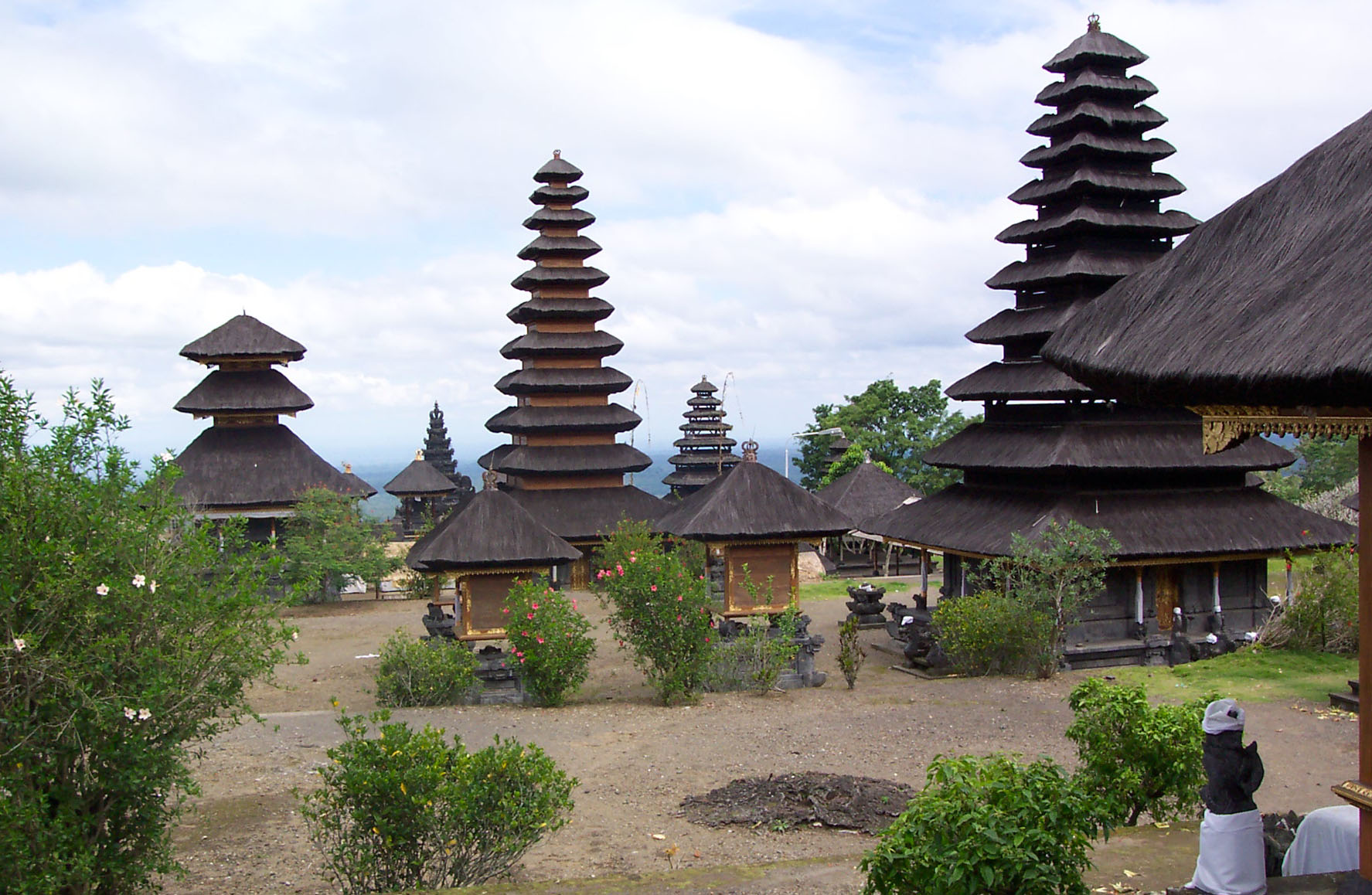
ブサキ寺院（内観）

破壊神シヴァ、繁栄神ヴィシュヌ、創造神ブラフマのヒンドゥー三大神が中心に祀られており、多くの神々の祠がその周りに配置されている。
- プナタラン・アグン寺院（Pura Penataran Agung）

シヴァ神を祭る中心にある寺院。
- キドゥリン・クレテッ寺院（Pura Kiduling Kreteg）

プナタラン・アグン寺院の南西にあり、創造神ブラフマを祀る。
- バトゥ・マデッ寺院（Pura Batu Madeg）

プナタラン・アグン寺院の北西に繁栄神ヴィシュヌを祀る。

## 観光
寺院内は立入り禁止だが、その周囲から様子は垣間見ることができる。境内は寺院専門のガイド以外は案内ができず、相場は10,000ルピア（約100円）だが、一人あたり100,000ルピア(約1000円)以上など相場を大きく超える多額ガイド料を要求しトラブルになることも多い為、事前にきちんと交渉しなければならない。境内に入らないにもかかわらずガイド料を要求するガイドも存在する。この為、ツアー会社ではブサキ寺院への観光を避ける傾向にある。

## 文献
- 永渕康之 (1994) 「1917年バリ大地震――植民地状況における文化形成の政治学」『国立民族学博物館研究報告』19 (2); 259-310.
- Stuart-Fox, D.J. (2002) Pura Besakih: Temple, religion and society of Bali, Leiden: KITLV Press.